# Нижнее Кумозеро
Ни́жнее Кумо́зеро (Нижнее Кум-озеро) — пресноводное озеро на территории Амбарнского сельского поселения Лоухского района Республики Карелии. Исток Куземы.

## Общие сведения
Площадь озера — 52,5 км², площадь водосборного бассейна — 407 км². Располагается на высоте 82,0 метров над уровнем моря.
Форма озера лопастная, продолговатая: оно почти на двадцать километров вытянуто с северо-запада на юго-восток. Берега изрезанные, каменисто-песчаные, преимущественно возвышенные, местами заболоченные.
У восточной оконечности озера (из которой берёт начало река Кузема, впадающая в Белое море) проходит трасса Р21 («Кола»).
С южной, западной и северо-западной сторон в Нижнее Кумозеро впадают протоки, вытекающие из озёр, соответственно, Сигова, Ноужись и Келдозера.
В озере более четырёх десятков островов различной площади, однако их количество может варьироваться в зависимости от уровня воды. Наиболее крупные острова: Большой и Кобрако.
Населённые пункты вблизи водоёма отсутствуют.
Код объекта в государственном водном реестре — 02020000711102000003689.